# Batalla del Cabo de San Vicente (1641)
La batalla de Cabo San Vicente del año 1641 tuvo lugar el 4 de noviembre de ese mismo año cuando una flota española comandada por Juan Alonso de Idiáquez y Robles interceptó una flota holandesa dirigida por Artus Gijsels durante la Guerra de los Ochenta Años. Después de una batalla feroz se perdieron dos barcos holandeses pero ellos afirmaron que solo un centenar de sus hombres resultaron muertos; la flota española también perdió dos barcos pero tuvo más de mil muertos. La flota holandesa dañada se vio obligada a abandonar su ataque planeado contra la flota del tesoro español

## Antecedentes
En 1641, después del estallido de la Guerra de Restauración portuguesa, el gobierno portugués, con ayuda holandesa y francesa, se preparó para comenzar la ofensiva contra España en el mar. [2] António Telles da Silva, que había luchado contra los holandeses en la India, fue designado comandante del escuadrón de 16 barcos que junto a otros 30 de la República holandesa bajo el mando de Artus Gijsels, se le encomendó la misión de capturar y mantener la posesión de las ciudades españolas de Cádiz y Sanlúcar de Barrameda. [2] Los intentos fracasaron gracias al encuentro fortuito que tuvieron con cinco Dunkerkers bajo el mando de Judocus Peeters, que estaba persiguiendo a una flotilla de corsarios argelinos en el cabo de San Vicente. [2] Peeters logró llegar a Cádiz sin perder un solo buque y puso en alerta a los marqueses de Ayamonte y a Gaspar Alfonso Pérez de Guzmán, noveno duque de Medina Sidonia. [3]
Gijsels y Telles regresaron a Lisboa donde Telles fue reemplazado por Tristán de Mendoza, exembajador en la República holandesa. [3] La flota portuguesa navegó con la flota francesa del Marqués de Brézé, [4] mientras la flota holandesa zarpaba para interceptar y capturar la Flota de Indias española entre las Azores y el Cabo San Vicente. [3] Fue una maniobra apresurada, ya que los barcos holandeses tenían órdenes de regresar a su país si la Flota de las Indias Occidentales no aparecía antes de noviembre. [3]

## La batalla

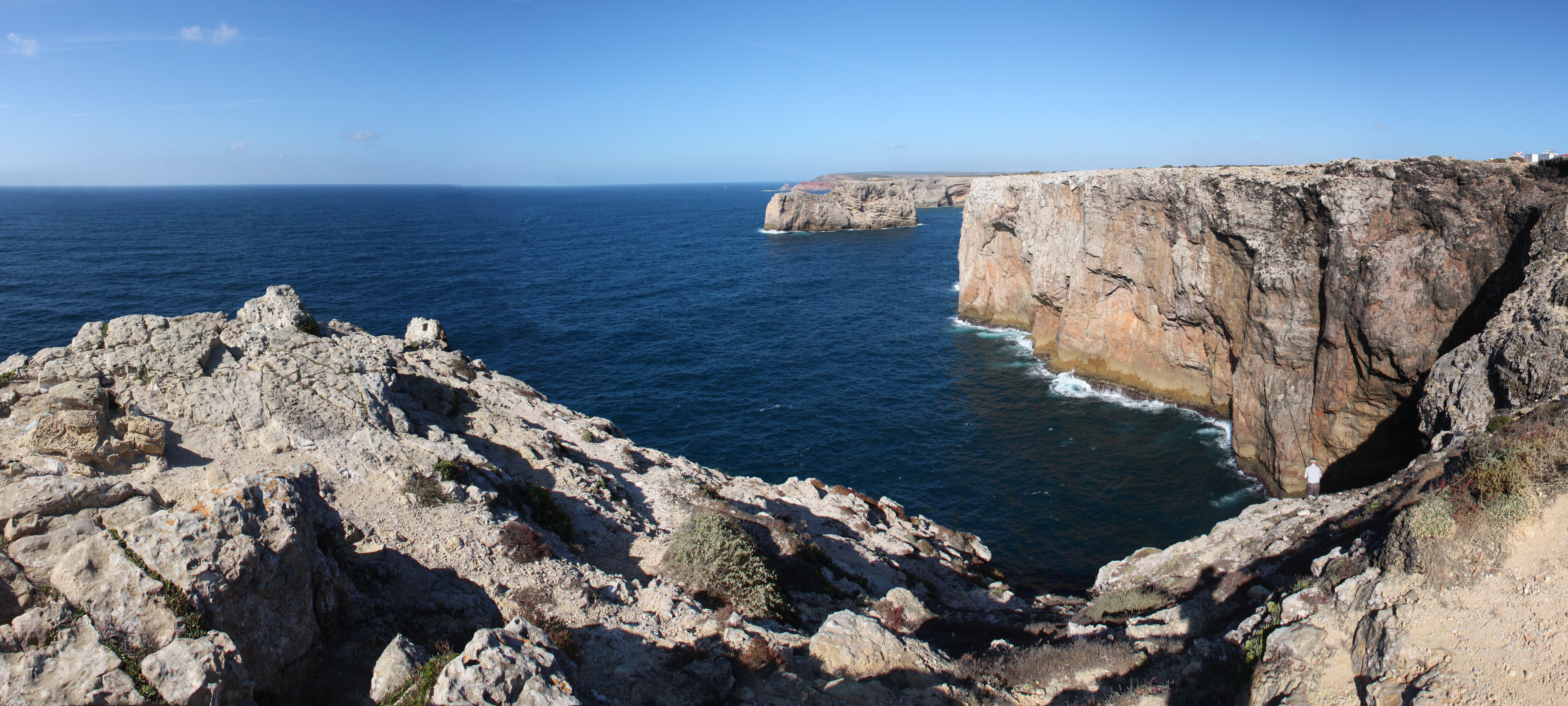
Acantilados cerca de Sagres, el punto más suroccidental de Europa, Cabo de San Vicente

El escuadrón naval español de Galicia, bajo el mando de Andrés de Castro, el escuadrón de Nápoles, gobernado por don Martín Carlos de Meneos y los galeones de don Pedro de Ursúa se reunieron con urgencia en Cádiz para interceptar a la flota holandesa. [3] El gobernador militar de Cádiz, Juan Alonso de Idiáquez y Robles, duque de Ciudad Real, fue nombrado comandante de la flota en sustitución del capitán general, el duque de Maqueda, que estaba enfermo. [5] Era un soldado veterano, estuvo en acción en el Asedio de Leucata contra los franceses, pero no tenía experiencia en batallas navales. [5]
La flota de Gijsels fue avistada frente a Cabo San Vicente el 4 de noviembre. El duque de Ciudad Real ordenó de inmediato atacar a los principales buques holandeses. Después de sufrir graves bajas, detuvo el ataque y los barcos regresaron a Cádiz. [6] Esta conducta enfadó al rey Felipe IV , que reprendió severamente, entre otros oficiales, a Martín Carlos de Mencos, al almirante Pedro de Ursúa, a los capitanes Pedro Girón, Gaspar de Campos y Adrián Pulido. [5]
Michiel de Ruyter estuvo presente en esta batalla como contraalmirante de la flota holandesa.

## Consecuencias
Algunos de los barcos holandeses, bajo el mando de Artus Gijsels, abandonados por sus aliados portugueses y franceses, tuvieron que navegar de vuelta a Inglaterra para hacer reparaciones. [5]